# Người Mao Nam
Mao Nam (tên tự gọi: Anan, nghĩa là người bản địa) là một trong 56 dân tộc được công nhận chính thức tại Cộng hòa Nhân dân Trung Hoa. Tổng số người Mao Nam là 107.166, hầu hết trong số đó sing sống tại miền bắc tỉnh Quảng Tây. Người Mao Nam không có chữ viết và thường dùng chữ Hán để ghi lại các bài dân ca của dân tộc mình.